# Kukačka (Frýdlantská pahorkatina)
Kukačka (německy Sandberg, 471 m n. m.) je vrchol ve Frýdlantské pahorkatině na severu České republiky. Leží při česko-polské státní hranici, v severovýchodních partiích Frýdlantského výběžku u obce Jindřichovice pod Smrkem. Jihovýchodně od vrcholu je na polní cestě od roku 2005 otevřen hraniční přechod pro pěší pojmenovaný „Kukačka“.

## Přírodní poměry
Z geologického hlediska je vrchol tvořen ortorulami, po východní a jižní straně lze nalézt oblasti, u nichž převládá rula. Geomorfologicky se Kukačka řadí do provincie Česká vysočina, konkrétně do Krkonošsko-jesenické soustavy, ve které je součástí Krkonošské oblasti a jejího okrsku Bulovská pahorkatina. Na jižním úbočí pramení Bleskový potok, jenž je pravostranným přítokem Jindřichovického potoka.